# 장민호 (1962년)
장민호(1962년 ~ )는 일심회 사건의 핵심 관계자로서 이적 단체인 일심회를 결성한 뒤 북한 공작원과 접촉한 혐의로 대법원 3부는 징역 7년에 추징금 1900만원, 자격정지 7년을 선고받았다.
공안 당국은 북한과 그가 386 인사들과 접촉해 국내 정치 현안에 개입하려 했다는 정황을 포착했다. 5.31지방선거와 윤광웅 국방장관 해임건의안 처리과정 등이 포함돼 있고 야당의 유력 대선 후보자의 동향과 6자회담에 대한 민주노동당의 입장 등도 보고 대상이었던 것으로 알려졌다. 이후 검찰에 USB 메모리 칩과 이메일이 가압류, 구속되었다.

## 프로필
- 1962년 서울특별시 출생
- 1981년 성균관대학교 국문학과 입학
- 1982년 도미
- 1982년~1989년 미국 캘리포니아 대학교 버클리 입학 및 졸업, 미군의 그라나다 침공 반대 시위로 투옥되었다는 설이 있음.
- 1989년 1차 밀입북
- 1992년 한국 귀국(이름 마이클 장)
- 1992년~1998년 재벌 L기업 최연소 팀장, 정부의 한-미 IT기업 간 교류 참여
- 1998년 2차 조선민주주의인민공화국 입국
- 1999년 3차 조선민주주의인민공화국 입국
- 1999년~2003년 벤처기업 사장(유명 S기업 계열사 N사 및 게임전문 위성방송 경영)
- 2003년~2006년 K사에서 지상파DMB사업 등 추진
- 2006년 3월 중국에서 북한 공작원과 접촉
- 2006년 12월 6일 검찰, 간첩혐의로 기소
- 2007년 3월 26일 검찰, 간첩혐의로 징역 15년 구형
- 2007년 12월 13일 대법원, 국가보안법 위반으로 징역 7년에 추징금 1900만원, 자격정지 7년을 선고했다.

## 상훈
- 조선민주주의인민공화국 조국통일상 수상[1]

## 같이 보기
- 주체사상파
- 민족해방
- 사이버민족방위사령부